# Елена Котта
Елена Котта (італ. Elena Cotta; *19 серпня 1931, Мілан, Італія) — італійська акторка.

## Біографія
Народилася в Мілані. 
В молодому віці Котта виграла стипендію для участі в «Accademia Nazionale di Arte Drammatica Silvio D'Amico». Через рік навчання вона залишила академію і стала працювати у «La compagnia dei giovani». 
У 1975 році заснувала власну компанію разом з чоловіком Карло Аліг'єро. 
Котта дебютувала в кіно в 1951 році в фільмі «Miracolo Viggiù». У 2000 році була номінована як найкраща акторка другого плану в AFI премії та FCCA премії за роль у фільмі «Looking for Alibrandi». 
У 2013, у віці 82 років, вона виграла Кубок Вольпі за найкращу жіночу роль у фільмі «Via Castellana Bandiera», у якому зіграла албанську нелегалку.

## Фільмографія
- La leggenda del Piave (1952)
- Arriva la banda (1959)
- Le tue mani sul mio corpo(1970)
- Terza Generazione (2000)
- Via Castellana Bandiera (2013)
- Mia madre